# Doc Hollywood
Doc Hollywood ist eine US-amerikanische Filmkomödie aus dem Jahr 1991. Der Regisseur war Michael Caton-Jones, das Drehbuch schrieben Laurian Leggett, Jeffrey Price, Daniel Pyne und Peter S. Seaman anhand des Romans What?...Dead Again? von Neil B. Shulman. Die Hauptrollen spielten Michael J. Fox und Julie Warner.

## Handlung
Dr. Benjamin Stone, Arzt in einer Notaufnahme in Washington, D.C., ist mit seinem Porsche 356 Speedster auf dem Weg nach Beverly Hills, wo er zu einem Vorstellungsgespräch bei einem berühmten Schönheitschirurgen eingeladen ist. Nahe der Kleinstadt Grady in South Carolina muss er Kühen ausweichen und zerstört dabei den Zaun des örtlichen Richters. Der verurteilt Stone zu 32 Stunden Sozialarbeit im lokalen Krankenhaus, während derer auch sein Porsche repariert wird. Bürgermeister Nicholson buhlt mit Empfangskomitee und Einladungen um Stone und will ihn unbedingt einstellen, da der einzige Arzt, Dr. Hogue, eigentlich längst im Ruhestand sein sollte.
Stone flirtet mit der Krankenwagenfahrerin Vialula, genannt Lou, einer selbstbewussten alleinerziehenden Mutter einer vier Jahre alten Tochter, die nebenbei Rechtswissenschaften studiert. Jedoch macht sich auch der ortsansässige Versicherungsvertreter Hank Gordon Hoffnungen auf Lou. Stone wird recht schnell in das Kleinstadtleben integriert. Hogue tut ihn zunächst als zu jung und unerfahren ab, bis er ihm bei einem Herzinfarkt durch beherztes und richtiges Handeln das Leben rettet. Hogue revanchiert sich, indem er heimlich den Schönheitschirurgen anruft und Stones Ausbleiben zum Bewerbungstermin mit dessen angeblich dringend notwendigem Engagement im örtlichen Krankenhaus entschuldigt.
Der Richter erlässt Stone die Reststrafe, so dass dessen Weiterreise eigentlich nichts mehr im Wege steht. Stone und Lou verlieben sich am Vorabend der Abreise bei einem innigen Tanz beim Kürbisfest. Sie lädt ihn zu einer Bootsfahrt ein und will sich ihm sogar gegen ihre Prinzipien hingeben, lässt ihn aber wissen, dass sie ihm nicht in die Großstadt folgen wird. Stone will die Situation jedoch nicht ausnutzen, wird später noch vom eifersüchtigen Gordon zur Rede gestellt und verlässt die Stadt heimlich spät nachts. Noch im Einzugsbereich des Ortes wird er durch einen Dorfbewohner aufgehalten, dessen Frau im Auto am Straßenrand in den Wehen liegt. Nach kurzem Zögern entscheidet er sich zu helfen. Während er das Baby zur Welt bringt, wird sein eben repariertes Auto von einem übermüdeten Lkw-Fahrer übersehen und erneut erheblich beschädigt.
Stone und Lou treffen am nächsten Tag nochmals im Krankenhaus zusammen. Sie unterdrückt mühsam ihre Gefühle und eröffnet ihm, Gordon heiraten zu wollen. Auch der Bürgermeister gibt seine Bemühungen auf, ihm die Stelle des Dorfarztes schmackhaft zu machen. Dennoch hat die Gemeinde für sein Flugticket gesammelt, und er verlässt die Stadt gen Los Angeles.
Stone wird beim Schönheitschirurgen eingestellt, doch schon nach kurzer Zeit kommt ihm die Arbeit sinnlos vor. Er fühlt sich leer und einsam. Es wird klar, dass er, selbst in einer Kleinstadt aufgewachsen, das Leben dort und die Bewohner von Grady vermisst. Einige Wochen später bringt ihm Nancy, die Tochter des Bürgermeisters, die vergeblich mit ihm geflirtet hat, um mit ihm Grady zu verlassen, gemeinsam mit Hank den reparierten Porsche nach Los Angeles. Beide wollen dort bleiben. Stone ist sichtlich enttäuscht, denn insgeheim hatte er Lou erwartet. Da Lou und Gordon doch kein Paar wurden, fährt Stone nach Grady zurück und erklärt Lou, dass er zukünftig bei ihr und in Grady bleiben will. Sie nimmt diese Liebeserklärung nach eher gespielten Widerstand an.

## Kritiken
Der Film erhielt überwiegend positive Kritiken und erreichte bei Rotten Tomatoes eine Bewertung von 74 %, basierend auf 31 Kritiken.
Lexikon des internationalen Films: Um einen blassen Star herumgebautes modernes Märchen, das aus der Konfrontation zwischen Stadt- und Landleben nur wenig komödiantisches Kapital zu schlagen versteht.
prisma-online: Michael Caton-Jones („Rob Roy“, „This Boy’s Life“) drehte diese amüsante Komödie über das amerikanische Provinzleben und dessen Vorzüge. Auch wenn das Landleben reichlich idyllisch geraten ist, kann der Film mit wirklich charmanten Gags aufwarten. Besonders witzig: Bridget Fonda als liebestolle Tochter des Bürgermeisters und Woody Harrelson als toller Orts-Dandy.

## Wissenswertes
Während der Dreharbeiten zeigten sich bei Hauptdarsteller Michael J. Fox die ersten Symptome seiner Parkinson-Krankheit. 1998 ging er damit an die Öffentlichkeit und beendete seine Kinokarriere im Jahr 2000.
Der Film basiert auf dem Buch What? Dead...Again?.  von Neil B. Shulman. Der 2006 entstandene Animations-Film Cars basiert ebenfalls auf diesem Buch und hat deswegen weite Teile der Handlung von Doc Hollywood bis hin zu einzelnen Gags gemeinsam.
Der idyllische Ort Grady ist erfunden. Die Dreharbeiten fanden in der Kleinstadt Micanopy in Florida statt.